# Lijst van vlaggen van Maltese gemeenten
Dit is een lijst van vlaggen van Maltese gemeenten. Malta bestaat uit 68 gemeenten.

## Malta

Attard
Balzan
Birgu
Birkirkara
Birżebbuġa
Cospicua
Dingli
Fgura
Floriana
Għargħur
Għaxaq
Gudja
Gżira
Ħamrun
Iklin
Kalkara
Kirkop
Lija
Luqa
Marsa
Marsaskala
Marsaxlokk
Mdina
Mellieħa
Mġarr
Mosta
Mqabba
Msida
Mtarfa
Naxxar
Paola
Pembroke
Pietà
Qormi
Qrendi
Rabat
Safi
San Ġiljan
San Ġwann
San Pawl il-Baħar
Santa Luċija
Santa Venera
Senglea
Siġġiewi
Sliema
Swieqi
Tarxien
Ta' Xbiex
Valletta
Xgħajra
Żabbar
Żebbuġ
Żejtun
Żurrieq

## Gozo

Fontana
Għajnsielem
Għarb
Għasri
Kerċem
Munxar
Nadur
Qala
San Lawrenz
Sannat
Victoria
Xagħra
Xewkija
Żebbuġ

Andorra · Armenië · België · Bosnië en Herzegovina · Brazilië · Bulgarije · Canada · Chili · Colombia · Costa Rica · Denemarken · Duitsland · El Salvador · Estland · Frankrijk · Georgië · Indonesië · Italië · Kroatië · Letland · Liechtenstein · Litouwen · Luxemburg · Malta · Mexico · Montenegro · Nederland · Noord-Macedonië · Noorwegen · Oekraïne · Oostenrijk · Polen · Portugal · Roemenië · Rusland · San Marino · Servië · Slowakije · Spanje · Tsjechië · Venezuela · Verenigd Koninkrijk · Verenigde Staten · Wit-Rusland · Zimbabwe · Zwitserland
Historisch: België · Nederland
Zie ook: Vlaggenlijsten (per land) · Vlaggen van afhankelijke gebieden · Vlaggen van subnationale entiteiten (per land) · Lijst van vlaggen van hoofdsteden